# Augusta National Golf Club

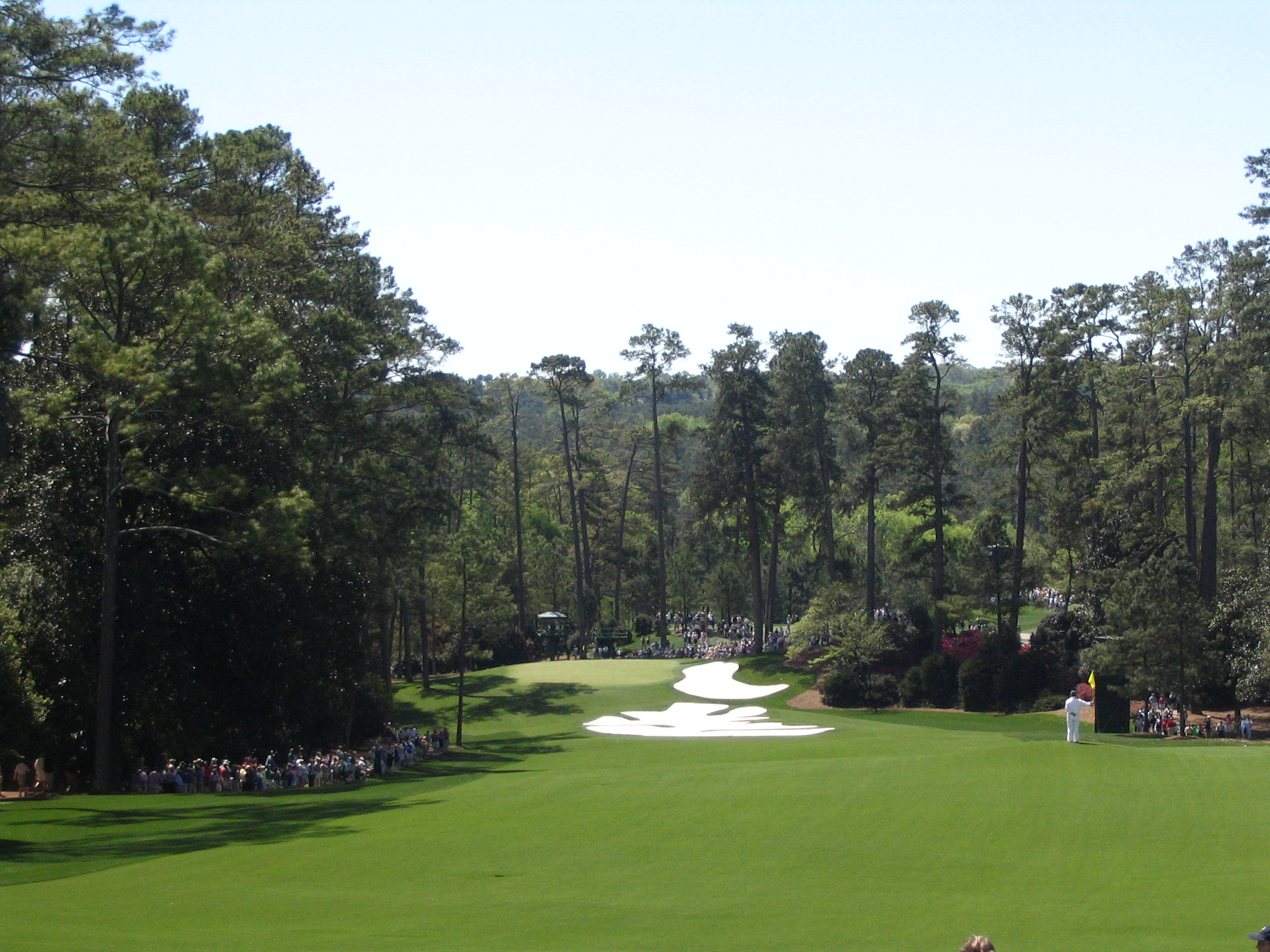
Augusta National Golf Club, 10. Loch

Der Augusta National Golf Club in Augusta, Georgia ist ein US-amerikanischer Golfclub. Er veranstaltet jährlich das Masters-Turnier auf dem clubeigenen Golfplatz, dem Augusta National.

## Geschichte

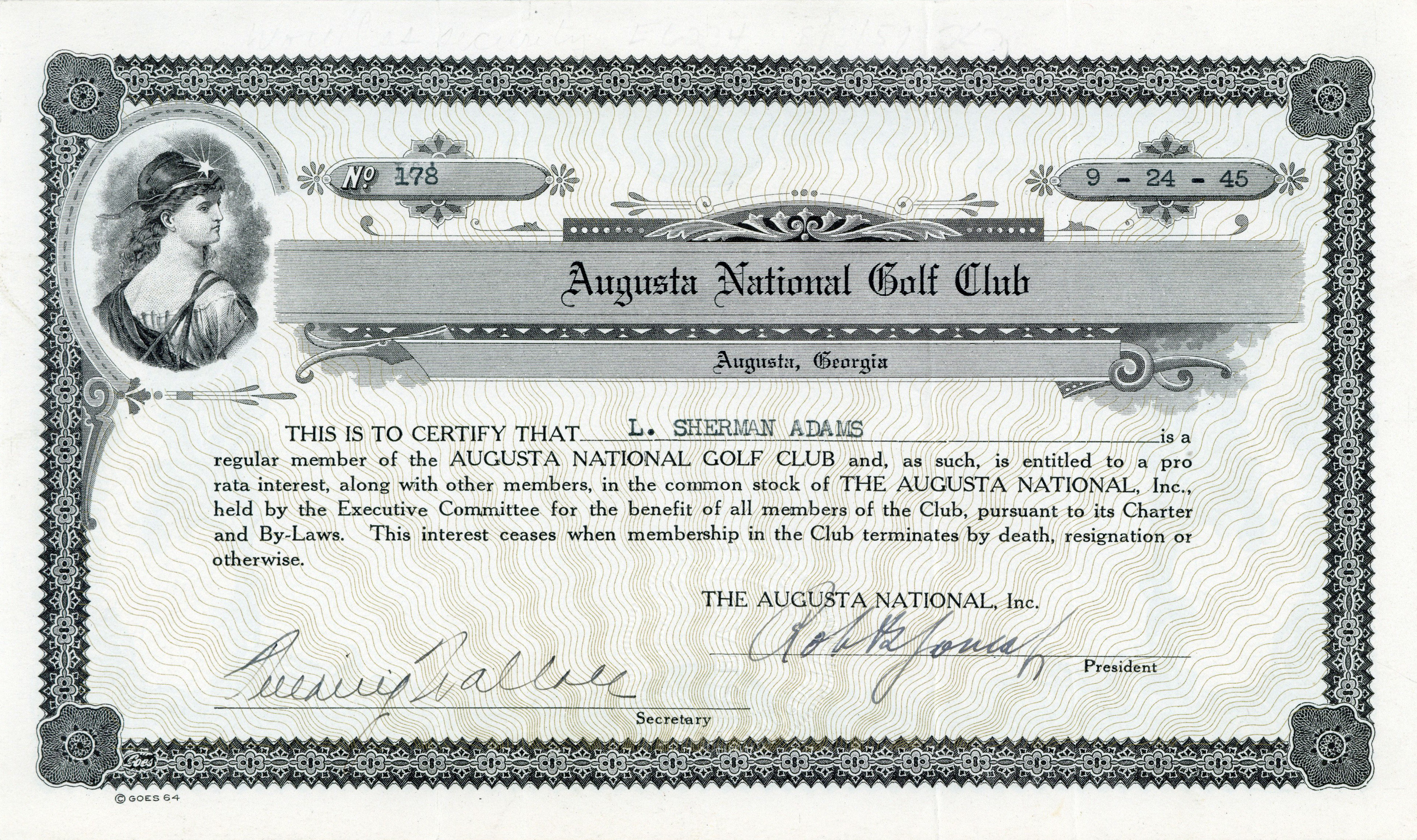
Aktie des Augusta National Golf Clubs, ausgegeben am 24. September 1945, ausgestellt auf L. Sherman Adams, im Original unterschrieben von Bobby Jones als Präsident

Der Golfclub wurde im Dezember 1932 gegründet und entwickelte sich im Lauf der Zeit zu einem exklusiven privaten Golfclub. Das heute beim Masters traditionell an den Gewinner verliehene Green Jacket, ein grünes Sakko, wurde 1937 eingeführt. Alle Clubmitglieder sollten es während des Turniers tragen, damit sie als Mitglieder zu erkennen waren. Seit 1949 erhält der Gewinner des Masters-Turniers ein Green Jacket, das in diesem Fall aber nicht für eine reguläre Clubmitgliedschaft steht. 1958 wurde ein zusätzlicher Par-3-Platz angelegt.
Die bisherigen Vorsitzenden des Clubs sind Clifford Roberts (1934–1976), William Lane (1976–1980), Hord Hardin (1980–1991), Jack Stephens (1991–1998), William „Hootie“ Johnson (1998–2006), William Porter „Billy“ Payne (2006–2017) und Fred Ridley (seit 2017).
Vom langjährigen Vorsitzenden Clifford Roberts ist folgende Aussage bekannt: „Solange ich lebe, sind in diesem Club die Golfer weiß und die Caddys schwarz“. Tatsächlich stellte der Club jahrelang nur schwarze Caddys ein und ließ nur diese zu. Selbst bei den Masters-Turnieren durften die Spieler erst einige Jahre nach Roberts Tod ihre eigenen Caddys einsetzen. Das erste schwarze Mitglied wurde erst 1990, 13 Jahre nach Roberts Tod und einigen Kontroversen aufgenommen.

## Mitgliedschaft
Offizielle Informationen über den Golfclub gibt es praktisch keine, insbesondere die Mitglieder werden konsequent abgeschirmt. Als widerlegt gilt jedoch, dass alle oder zumindest alle republikanischen US-Präsidenten Mitglied waren bzw. sind. Einzig der passionierte Golfer Dwight D. Eisenhower, nach dem einige Landmarken auf dem Platz benannt sind, ist gesichert. In einer Mitgliederliste, die 2002 von USA Today veröffentlicht wurde, finden sich jedoch bekannte Politiker wie George P. Shultz und viele prominente Unternehmer und Manager wie Jack Welch, Warren Buffett, William C. Ford ne Lou Gerstner. Angeblich wurde die Mitgliedschaft auch dem mexikanischstämmigen Golfchampion Lee Trevino angeboten, der jedoch mit der Begründung ablehnte, er fühle sich in einer weißen, südstaatlich geprägten Organisation unwohl. Die Einladung zum Masters 1970 und 1971 schlug er jedenfalls aus.
Der Augusta National Golf Club soll ungefähr 300 Mitglieder haben, die zwischen 25.000 $ und 50.000 $ jährlich für das Privileg bezahlen. Von einem offiziellen Aufnahme- oder Bewerbungsprozess ist nichts bekannt; allgemein wird davon ausgegangen, dass die Mitgliedschaft nur durch eine Einladung von Seiten des Clubs zustande kommen kann. Eine oft zitierte Legende besagt, eine solche Einladung werde nicht durch einen Telefonanruf oder Brief übermittelt, sondern durch das kommentarlose Zusenden der Rechnung über den Mitgliedsbeitrag. Zahle der Empfänger, so sei er lebenslang aufgenommen, er erhalte jedoch kein offizielles Dokument darüber. Zahle er nicht, so erhalte er keine weiteren Rechnungen, da der Club dann davon ausgehe, es bestehe kein Interesse.

## ANGC vs. NOW
Zwar dürfen Frauen als Gäste eines Mitglieds auf dem Golfplatz spielen und laut offizieller Verlautbarung des Vorsitzenden Johnson gibt es auch keine clubinterne Regel, die die Aufnahme von Frauen verbietet, dennoch wurde bis 2012 keine Frau eingeladen, Mitglied zu werden. Diesen Umstand nahm Martha Burk, die Vorsitzende der Frauenrechtsorganisation NOW, im Jahr 2002 zum Anlass, eine nationale Protestkampagne gegen die von ihr als diskriminierend angesehene Politik des Clubs zu starten. Sie schrieb offene Briefe an prominente Mitglieder, insbesondere Politiker, die zur Wiederwahl standen, und forderte sie auf, Stellung zu dieser Praxis zu beziehen. Außerdem organisierte sie eine Protestkundgebung in der Masters-Woche 2003 und übte Druck auf die Werbepartner des Turniers aus.
Der Standpunkt des Clubs wurde vertreten durch den Vorsitzenden William „Hootie“ Johnson. Er gab zu Protokoll, dass der Augusta National Golf Club eine rein private Organisation sei, die das Recht habe, selbst zu entscheiden, wen sie als Mitglied aufnehme. Es gebe keine grundsätzlichen Bedenken gegen Frauen, jedoch lasse sich der Club nicht durch Außenstehende erpressen. Der öffentliche Druck führte zu einem Rückzug der Sponsoren des Masters, so dass die Fernsehübertragung 2003 und 2004 ohne Werbeunterbrechung lief. Den erheblichen Rückgang der Einnahmen konnte der Club zwar verschmerzen, jedoch schrieben sich die Frauenrechtlerinnen dies als Erfolg auf die Fahne.
Am 20. August 2012 nahm der ANGC erstmals zwei Frauen als Mitglieder auf. Dabei handelt es sich um die ehemalige US-Außenministerin Condoleezza Rice und die Unternehmerin Darla Moore. Trotzdem gibt es keinen eigenen Frauenabschlag an den Bahnen, der meist etwa 15 Prozent kürzer -näher zum Loch- als der Herrenabschlag ist. Kritiker sehen darin eine weitere Frauendiskriminierung, da ein Frauenabschlag auf Golfplätzen üblich ist, während Befürworter mit Gleichberechtigung argumentieren.

## Golfplatz
Der Augusta National Golfplatz war früher eine Baumschule und jedes Loch auf dem Platz ist nach dem Baum oder Strauch benannt, mit dem es in Verbindung gebracht wurde.

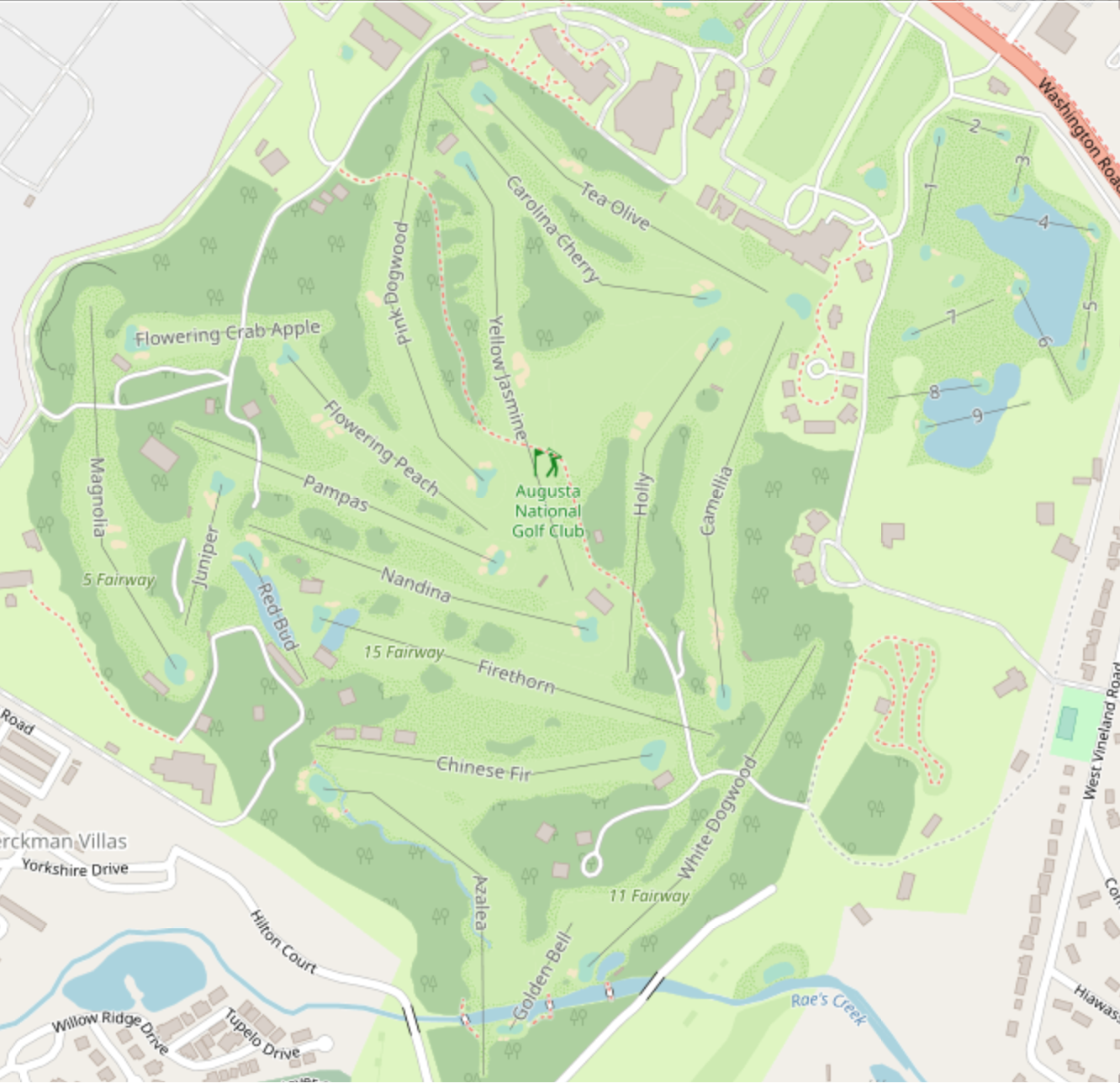
Augusta National Golfplatz-Bahnen

| Hole  | Name                 | Meter | Par |      | Hole          | Name     | Meter | Par |
| ----- | -------------------- | ----- | --- | ---- | ------------- | -------- | ----- | --- |
| 1     | Tea Olive            | 407   | 4   |      | 10            | Camellia | 453   | 4   |
| 2     | Pink Dogwood         | 535   | 5   | 11   | White Dogwood | 475      | 4     |     |
| 3     | Flowering Peach      | 320   | 4   | 12   | Golden Bell   | 142      | 3     |     |
| 4     | Flowering Crab Apple | 219   | 3   | 13   | Azalea        | 498      | 5     |     |
| 5     | Magnolia             | 453   | 4   | 14   | Chinese Fir   | 402      | 4     |     |
| 6     | Juniper              | 165   | 3   | 15   | Firethorn     | 503      | 5     |     |
| 7     | Pampas               | 411   | 4   | 16   | Redbud        | 155      | 3     |     |
| 8     | Yellow Jasmine       | 521   | 5   | 17   | Nandina       | 402      | 4     |     |
| 9     | Carolina Cherry      | 421   | 4   | 18   | Holly         | 425      | 4     |     |
| Front | Front                | 3452  | 36  | Back | Back          | 3455     | 36    |     |
|       |                      |       |     |      | Gesamt        | Gesamt   | 6907  | 72  |

## Clubgelände
Die Magnolia Lane ist die etwa 300 Meter lange, in den 1850ern angelegte Straße, die das Tor mit dem Clubhaus verbindet. Sie erhielt ihren Namen von 61 großen Magnolien, die sie links und rechts säumen. Am Ende der Magnolia Lane befindet sich der Founder’s Circle mit Gedenktafeln für die beiden Gründer Bobby Jones und Clifford Roberts. Auf der anderen Seite des Clubhauses steht der Big Oak Tree, eine etwa 150 Jahre alte Eiche, die während des Masters-Turniers ein beliebter Treffpunkt ist. Im Clubhaus selbst befindet sich das Crow’s Nest, ein Raum direkt unter der Kuppel, der Platz für bis zu fünf Gäste bietet. Während des Masters dürfen die teilnehmenden Amateure hier logieren.